# Prince of Persia (videohra, 1989)

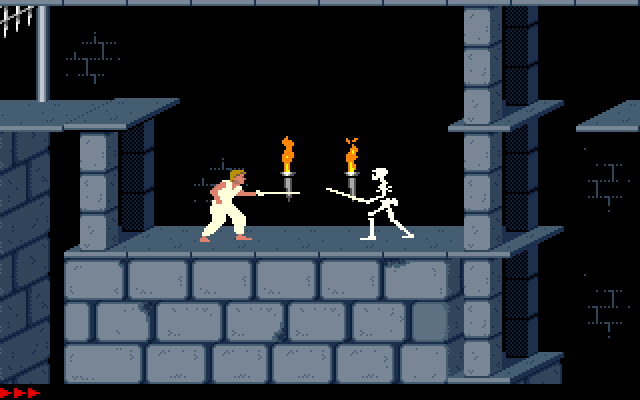
Prince of Persia (PC)

Prince of Persia (Perský Princ) je počítačová hra, která byla vytvořena v roce 1989 Jordanem Mechnerem pro firmu Brøderbund na platformu Apple II. O rok později hru vyvinuli i pro Amigu, Atari ST a IBM PC. Jedná se o 2D hopsačku-plošinovku. V roce 2012 byly autorem nalezeny původní zdrojové kódy (do té doby považované za ztracené) a umístěny na internet.
V USA byla hra vydána 3. října 1989. Prodalo se však jen asi 7 tisíc kopií. Komerční úspěch se dostavil až po uvedení hry na evropský a japonský trh. Celosvětově pak byly prodány asi 2 miliony kopií pro 23 různých herních platforem. Ve své době byla hra novátorská především svou animací, realistickým prostředím a důmyslnými hádankami.

## Příběh
V perském království se za nepřítomnosti Sultána zmocní trůnu zlý vezír Jaffar. Sultánova dcera je uvězněna a vezír jí dává jednu hodinu na rozhodnutí – buďto si ho vezme nebo zemře. Nyní nastupuje na scénu princ, který má za úkol během oné hodiny uniknout z labyrintu podzemních kobek, porazit Jaffara a princeznu zachránit.

## Výroba hry
Příběh hrdiny, který musí procházet nebezpečným prostředím byl inspirován filmy Indiana Jones a Dobyvatelé ztracené archy (USA, 1981), Zloděj z Bagdádu (USA, 1924) a příběhy z orientálního eposu Šáhnáme.
Neobvykle realistické byly na svou dobu zejména pohyby herních postav, které byly vytvořeny pomocí rotoskopického překreslení videozáznamu pohybů Mechnerova mladšího bratra, přátel, Jordana samotného a šermířského souboje z filmu Dobrodružství Robina Hooda (USA, 1938). Tyto práce trvaly téměř čtyři roky.
Hra obsahovala protipirátskou ochranu ve formě druhého levelu, kde jste měli podle manuálu vypít správnou lahvičku.
Hra na PC dostala později tři aktualizace: verze 1.1 disponovala menšími opravami, ve verzi 1.3 byly pozměněny barvy zdí u některých levelů (místo modrých zdí byl 3. level zelený, 8. a 9. šedý a 12. žlutý) a přibyl program pro nastavení grafiky a zvuku, verze 1.4 obsahuje stejné zbarvení jako ta předešlá, ale zvuk šel nastavit jen na Sound Blaster nebo PC Speaker a grafika nešla nastavit starší než VGA.

## Úrovně
Hra má celkem 12 úrovní. Téměř na každém kroku na prince číhá nějaká past – bodáky trčící z podlahy, pravidelně klapající ocelové čelisti, propasti, propadající se podlaha, stráže, kostlivec a mnoho dalších. Začíná se bez meče a se třemi životy, které je možné během hry pomocí velkých červených lahviček navýšit.

## Lahvičky
Ve hře existují čtyři druhy lahviček:
1. červená malá – přidá jeden ztracený život (energii), nejvýše ovšem do aktuálně maximálního počtu životů.
2. červená velká – přidá všechny ztracené životy a navýší maximální počet životů o jeden (max. 10).
3. modrá (jed) – ubere jeden život.
4. zelená – jsou dva typy: otočí obraz o 180°, nebo dočasně způsobí, že hrdina je lehký jako pírko (a může bezpečně skočit z velké výšky).

## Modifikace
Hra byla velmi úspěšná a její fanoušci vytvořili mnoho modifikací (nové úrovně, úprava grafiky). Nejznámější je ruský 4D Prince of Persia (Kirill A. Terebilov, 1994) a marocký Prince of Persia: The Great Escape (Jalal Noureddine, 2004). Kromě oficiálních platforem byl Prince of Persia neoficiálně portován i na Sinclair ZX Spectrum (1996) a na Commodore 64 (16. října 2011).

## Cheaty
Spuštěním hry s parametrem „megahit“ (u verzí 1.3 a 1.4 „improved“) je možno stisknutím některých kláves provádět cheaty.
Seznam cheatů:
- Shift+L – skok do další úrovně,
- Shift+T – přidání energie (jako když se vypije velká červená lahvička),
- Shift+I – otočení obrazu o 180° (jako když se vypije zelená lahvička),
- Shift+W – Stav beztíže (jako když se vypije zelená lahvička),
- + – přidání času,
- − – ubrání času,
- K – zabití všech nepřátel na obrazovce,
- R – oživení prince.